# 草凪とんぼ
草凪 とんぼ（くさなぎ とんぼ）は、日本の漫画家。

## 人物
- 『電撃黒「マ）王』にて『鏡野町のカグヤ』を連載、後に『電撃「マ）王』に移籍後打ち切り。
- 現在、独自発表という形で鏡野町のカグヤを連載継続中。
- 『鏡野町のカグヤ』はWEBマガジン『コミックヴァルキリーWeb版』にて2013年9月27日配信号より、新連載という形で商業誌での連載が再開。
- イラストレーターとしても活動している。